# Diplothele
Diplothele là một chi nhện trong họ Barychelidae.

## Các loài
Het geslacht kent de volgende soorten:
- Diplothele gravelyi Siliwal, Molur & Raven, 2009
- Diplothele halyi Simon, 1892
- Diplothele tenebrosus Siliwal, Molur & Raven, 2009
- Diplothele walshi O. P.-Cambridge, 1890